# Dexter (serie televisiva)
Dexter è una serie televisiva statunitense prodotta dal 2006 al 2013 e trasmessa in prima visione negli Stati Uniti da Showtime. 
La storia ruota intorno al personaggio di Dexter Morgan, all'apparenza un tranquillo e metodico tecnico della polizia scientifica di Miami, in realtà un feroce e spietato serial killer, che però agisce seguendo un proprio rigoroso codice: uccidere soltanto criminali che sono sfuggiti alla giustizia. Solo per quanto riguarda la prima stagione, la serie è basata sul romanzo La mano sinistra di Dio di Jeff Lindsay. Esistono anche altri libri sul personaggio, sempre dello stesso autore, che seguono però una diversa continuity rispetto alla serie.
In Italia la serie ha debuttato in prima visione l'11 ottobre 2007 ed è stata trasmessa sul satellite da Fox Crime e FX, e in chiaro da Italia 1, Cielo e Rai 4.
La serie ha generato due revival sotto forma di miniserie sequel, Dexter: New Blood (2021) e Dexter: Resurrection (2025), e una serie prequel, Dexter: Original Sin (2024).

## Trama
Rimasto orfano all'età di tre anni, Dexter viene adottato da Harry Morgan, detective della polizia di Miami. Dopo aver scoperto che Dexter ha iniziato a uccidere alcuni animali, Harry capisce che il figlio è un sociopatico e un potenziale serial killer. Per evitargli un futuro in carcere o sulla sedia elettrica, gli insegna a incanalare i suoi impulsi violenti verso "chi se lo merita", ovvero tutti quei criminali che in un modo o nell'altro sono riusciti a sfuggire alla giustizia: secondo il codice di Harry, che Dexter segue alla lettera, le sue vittime devono essere esclusivamente assassini, stupratori, pedofili e chiunque altro potrebbe rivelarsi pericoloso per la società. Inoltre Harry insegna al figlio a costruirsi una facciata per apparire normale e innocuo agli occhi degli altri e così sfuggire alle indagini della polizia.
Una volta cresciuto, l'attrazione per il sangue, che si evince dai "trofei" che preleva dalle sue vittime, porta Dexter a diventare un tecnico forense nell'analisi delle tracce ematiche lavorando così insieme alla sorella adottiva Debra, diventata agente di polizia come suo padre, presso la polizia di Miami. Come parte del suo progetto di mascheramento, Dexter frequenta Rita Bennett, una donna separata con due figli piccoli, Astor e Cody. Sebbene sia un sociopatico, inizialmente incapace di provare genuini sentimenti, in realtà a suo modo ha un rapporto di sincera amicizia con amici e colleghi.

### Prima stagione
La città di Miami è minacciata dalla presenza de Il Killer del Camion Frigo, un serial killer che si accanisce sulle prostitute e che sembra voler comunicare con Dexter Morgan tramite le sue scene del crimine. La sorella Debra, dopo aver coronato il suo sogno di entrare a far parte della squadra omicidi, inizia a frequentare un medico di nome Rudy che col passare dei giorni si rivela più interessato a Dexter che alla sorella. Intanto Dexter, dopo che Rita è stata nuovamente aggredita dall'ex marito Paul, decide di incastrarlo, drogandolo e favorendo in questo modo il suo ritorno in prigione; recuperata la memoria dell'accaduto, Paul ammonisce la donna sulla vera natura di Dexter, ma Rita si rifiuta di credergli. In seguito, con il pretesto di chiederla in sposa, Rudy rapisce Debra rivelandole di essere Il Killer del Camion Frigo. Dexter si mette sulle tracce di Rudy perché insospettito da alcuni suoi indizi. I due si incontrano nella casa natale di Dexter e qui Rudy gli rivela di essere in realtà Brian Moser, suo fratello biologico: entrambi rimasero traumatizzati in giovane età dall'omicidio della madre, avvenuto davanti ai loro occhi, e per questo motivo sono poi divenuti dei serial killer. Brian chiede al fratello di uccidere Debra insieme per ricongiungersi con lui, ma Dexter si rende conto che la morte della sorella non rientra nel codice di Harry, per cui la salva uccidendo il fratello e inscenandone il suicidio.

### Seconda stagione
Dexter non riesce a soddisfare il suo istinto omicida a causa della costante sorveglianza del sergente James Doakes e dei rimorsi per l'omicidio del fratello Brian. Intanto la baia di Miami restituisce i resti delle vittime di Dexter: quando la polizia scopre che questi appartengono a criminali sfuggiti alla giustizia, nasce un culto attorno a quello che viene soprannominato Il Macellaio di Bay Harbor. Per indagare sui delitti arriva in città una task force dell'FBI guidata dall'agente speciale Frank Lundy, che durante le indagini entra presto in sintonia con Debra, aiutandola a dimenticare la traumatica esperienza vissuta con Brian. Intanto sul versante privato Dexter ammette con Rita Bennett di aver incastrato il suo violento ex marito, nel frattempo morto in prigione: per nascondere alla donna di aver premeditato la cosa, le fa credere di essere un eroinomane che sta cercando di uscire dal tunnel, finendo così a frequentare, per non destare sospetti, un programma di disintossicazione. Qui conosce Lila Tournay che si lega a Dexter in modo ossessivo, cosa che ben presto fa nascere una relazione tra i due. Nel contempo Dexter è sempre più ossessionato dall'idea di rintracciare ed eliminare l'uomo che uccise sua madre.
Intanto Doakes, ossessionato dall'idea che il collega di lavoro possa nascondere un segreto, indaga sul suo passato arrivando per questo a farsi sospendere dall'incarico; quindi scompare per indagare meglio su di lui e intrufolandosi a casa sua scopre i vetrini col sangue delle vittime di Dexter. Doakes si reca a Port-au-Prince dove cerca di farli analizzare, ma viene anticipato dagli uomini di Lundy, insospettito dalla latitanza del sergente e dai suoi spostamenti immotivati, che perquisiscono la sua auto rinvenendo i vetrini: Doakes viene dunque sospettato di essere Il Macellaio di Bay Harbor. Il sergente riesce a scappare promettendo a María LaGuerta di consegnarsi quando riuscirà a trovare il vero serial killer, scagionando quindi se stesso. Messosi sulle tracce di Dexter, lo trova mentre sta per caricare sulla sua barca i sacchi contenenti ciò che resta dell'uomo che ha ucciso sua madre: Dexter è quindi costretto a rapire l'ex collega. Dopo che Doakes accenna ai fatti su suo padre, Dexter scopre che Harry morì in realtà suicidandosi, in quanto orripilato dal mostro che lui stesso aveva creato. Sentendosi colpevole per la morte del padre, e comprendendo che l'uccisione di Doakes violerebbe il codice di Harry, Dexter viene man mano convinto da Doakes a costituirsi. Nel mentre Lila, arrabbiata per la decisione di Dexter di interrompere la loro relazione, pedinando l'ex ragazzo incappa nella baracca dov'è imprigionato Doakes, venendo in questo modo a conoscenza del segreto di Dexter. Quando però il sergente le rivela i fatti, Lila decide di dare fuoco al luogo per proteggere Dexter, uccidendo il sergente. Il ritrovamento del corpo dell'uomo porta alla chiusura del caso da parte dell'FBI, con Doakes che viene ritenuto da tutti il Macellaio, mentre Lila, fuggita invano oltreoceano, viene infine uccisa da Dexter.

### Terza stagione
Rita scopre di essere incinta e dice a Dexter che terrà il bambino, con o senza il suo aiuto. Lui le chiede di sposarlo e lei accetta. Intanto Dexter, mentre è sulle tracce di Freebo, uno spacciatore, uccide senza volere il fratello del procuratore distrettuale Miguel Prado, che confida in Dexter da quando si è accorto che questi ha preso il caso particolarmente a cuore. Dexter infine uccide Freebo, ma viene scoperto in flagrante da Prado che è sorprendentemente riconoscente e aiuta Dexter a nascondere le prove. Successivamente Miguel scopre che Dexter aveva già ucciso un criminale che lui non era riuscito a condannare e offre il suo aiuto a Dexter nell'ucciderne altri. I due uomini diventano amici e Dexter gli chiede di essere il suo testimone di nozze. Debra si impegna a guadagnarsi il distintivo da detective e inizia a lavorare con Joey Quinn, un nuovo agente. Investigano insieme su un nuovo serial killer attivo a Miami e chiamato Lo Scorticatore per via del fatto che scuoia vive le sue vittime. Miguel chiede a Dexter di uccidere lui stesso la loro prossima vittima e Dexter accetta. Il giorno seguente l'omicidio Dexter scopre che Miguel ha ucciso una donna, un'avvocatessa innocente, e capisce che l'amico è ormai fuori controllo. Intanto Lo Scorticatore, alias George W. King, viene catturato dalla polizia, ma viene rilasciato da Miguel Prado in cambio della promessa di Dexter di ucciderlo una volta in libertà. Allo stesso tempo Dexter decide di uccidere Miguel, facendo passare l'omicidio per uno di quelli de Lo Scorticatore. La notte prima del suo matrimonio Dexter viene catturato proprio da King. Dopo una dura lotta Dexter riesce a liberarsi e a uccidere il serial killer, proprio in tempo per le nozze con Rita.

### Quarta stagione
Harrison, il figlio di Dexter e Rita, è nato, sconvolgendo non poco la loro routine. Frank Lundy, oramai in pensione, è tornato a sorpresa a Miami per indagare personalmente sul Trinity Killer, un inafferrabile assassino seriale che da circa trent'anni uccide tre vittime in serie, sempre con lo stesso rituale. Debra inizia a lavorare di nascosto al caso insieme a Lundy e ciò li porta a riaccendere la loro vecchia relazione, finché qualcuno non spara a entrambi uccidendo lui e ferendo lei. Nel frattempo LaGuerta e Angel Batista hanno iniziato una relazione segreta e, per evitare conseguenze disciplinari, decidono di affrettare i tempi e sposarsi. Da parte sua Dexter riesce a scoprire la vera identità di Trinity: Arthur Mitchell, all'apparenza un tranquillo uomo di mezz'età votato alla moglie, ai figli, alla religione e al volontariato. Dexter inizia a frequentarlo e scopre che l'uomo si è costruito negli anni una vita di facciata, poiché in realtà è un uomo molto violento che quando non va a compiere il suo ciclo di tre omicidi terrorizza costantemente la sua famiglia. Debra, sconvolta per la morte di Lundy, decide di proseguire con le indagini su Trinity: dopo varie piste infruttuose, la donna capisce che la persona che ha sparato non può essere il serial killer. Debra concentra così le sue attenzioni su Christine Hill, una giornalista che ha da poco iniziato una relazione con Quinn, sospettata perché nei suoi pezzi dimostra di essere a conoscenza di troppi particolari sull'omicidio. Nel frattempo Dexter scopre che la serie di omicidi di Arthur non è di tre, ma di quattro vittime per volta, riuscendo così a salvare la potenziale prima vittima della nuova serie. Debra scopre intanto la vera identità di Christine, ovvero la figlia segreta di Mitchell: la ragazza confessa di aver ucciso Lundy per proteggere il padre, suicidandosi poi di fronte ai suoi occhi. Inoltre Debra, che era venuta a conoscenza da Dexter dei tradimenti del padre e aveva quindi iniziato a indagare sulle sue informatrici, scopre che Dexter è il fratello di Brian Moser, Il Killer del Camion Frigo. Intanto Dexter rintraccia Arthur, lo cattura e lo uccide, ma quando torna a casa trova Rita morta e il piccolo Harrison che piange disperato in una pozza di sangue.

### Quinta stagione
Dopo la morte di Rita, Dexter viene inizialmente sospettato dell'omicidio, ma le accuse nei suoi confronti vengono presto fatte cadere. Dexter non sa come affrontare la tragedia: Arthur Mitchell, l'uomo che ha ucciso sua moglie, è già stato eliminato proprio da lui in precedenza e ora è costretto a trovare altri modi per placare la sua rabbia ed elaborare il lutto. Astor inoltre lo incolpa della morte della madre e col fratello Cody sceglie di andare a vivere dai nonni, lasciando Dexter da solo assieme al piccolo Harrison, a cui ora bada la babysitter Sonya. Intanto Quinn inizia ad avere sempre più sospetti su Dexter e decide di farlo seguire da Stan Liddy, un poliziotto corrotto e per questo caduto in rovina. Quinn si innamora però di Debra e i sentimenti che prova lo fanno desistere dall'indagare oltre sul fratello di lei. Anche Batista e LaGuerta, dopo il loro frettoloso matrimonio, devono affrontare qualche problema legato alla loro relazione. Dal canto suo Dexter si imbatte in Lumen Pierce, una giovane ragazza che è stata violentata e segregata da un feroce branco di uomini, già responsabili di una decina di omicidi e sevizie sempre ai danni di giovani ragazze. Dexter aiuta Lumen a vendicarsi dei suoi aguzzini, rivelandosi agli occhi di lei per quello che è realmente e lavorando fianco a fianco per rintracciarli e ucciderli.
Nel frattempo anche la polizia di Miami inizia a indagare sugli omicidi e sia i sospetti del dipartimento sia quelli di Dexter convergono su Jordan Chase, un noto motivatore. All'apparenza un cittadino stimato e irreprensibile, in realtà quella di Chase è soltanto un'identità di facciata: il suo vero nome è Eugene Greer e da più di vent'anni è il leader del gruppo di violentatori con cui organizza periodicamente il rapimento, la tortura e lo stupro di ragazze sconosciute: Chase non agisce mai materialmente, ma trae gratificazione dall'incitare e manipolare psicologicamente gli altri. Dexter e Lumen riescono man mano a scoprire l'identità degli amici di Chase e a eliminarli uno a uno, con Lumen che per la prima volta si ritrova a uccidere un essere umano. Questo, anziché allontanarli, avvicina sempre di più i due, che finiscono con l'innamorarsi. Dal canto suo Debra inizia a pensare che dietro questa nuova serie di morti ci sia una sorta di giustiziere, una ragazza sfuggita al branco che ora sta cercando la sua vendetta, magari con l'aiuto del suo uomo. Intanto Liddy, che ha continuato a spiare Dexter per conto proprio, scopre tutto e rapisce Dexter con l'intento di farlo arrestare per riavere indietro la sua carriera; a Dexter non rimane altra scelta che ucciderlo. Nel frattempo Chase, ormai braccato sia da Dexter sia dalla polizia, rapisce Lumen e la nasconde simbolicamente nel luogo dove anni prima avvenne la sua prima violenza. Dexter riesce a fermarlo, dando poi a Lumen la possibilità di ucciderlo, in modo che possa completare la sua vendetta. Anche Debra è sulle tracce di Chase, ma riesce solo a intravedere Dexter e Lumen senza riconoscerli: aveva comunque scelto di lasciarli andare poiché convinta che i due giustizieri abbiano in fondo solo rimediato a un torto. Dexter è dal canto suo convinto di avere trovato una compagna che lo ami per quello che è, ma Lumen ora non sente più dentro di sé il passeggero oscuro, quel bisogno di uccidere che invece ancora attanaglia Dexter, e torna alla sua vecchia vita.

### Sesta stagione
Debra viene scelta al posto di Batista come nuovo tenente della squadra omicidi di Miami, scatenando il disappunto di LaGuerta, che per questo non le rende la vita facile. Quinn, prima di sapere della promozione di Debra, le chiede di sposarlo, ma lei rifiuta preferendo mantenere invariato il rapporto. Il rifiuto scatena la delusione del ragazzo, che la lascia. Intanto Dexter, nel tentativo di trovare una nuova vittima per soddisfare la sete di sangue del suo passeggero oscuro, si imbatte in Fratello Sam, un ex detenuto redento che adesso offre un futuro ad altri ex galeotti, finendo col frequentarlo e diventandone amico. È intanto un periodo difficile per la omicidi, alle prese con un serial killer che si ispira al libro dell'apocalisse, scatenando panico in città con omicidi sempre più spettacolari. I sospetti puntano su James Gellar, un professore di teologia convinto che la fine del mondo sia prossima. Dexter segue parallelamente le indagini arrivando a Travis Marshall, debole aiutante di Gellar, fino a convincerlo a desistere dall'impresa. I suoi progetti di raggiungere e uccidere il Killer dell'Apocalisse vengono interrotti dall'omicidio di Fratello Sam: Dexter vendica la morte dell'amico affogando in mare l'assassino, ma questo fatto scatena in lui la visione del fratello Brian, da lui ucciso anni prima.
Intanto Debra fa sapere al fratello che Trinity Killer avrebbe ucciso moglie e figlia. Avendo Dexter stesso ucciso Trinity, accompagnato dalla visione di Brian, si reca da Jonah, l'unico sopravvissuto della famiglia, convinto che sia lui il vero autore dei delitti, scopre in realtà che il ragazzo è preda di rimorsi per l'omicidio della madre e per il suicidio della sorella e contrariamente alle esortazioni di Brian decide di lasciarlo andare, liberandosi così del fantasma del fratello. Intanto Travis nel tentativo di sfuggire a Gellar si trasferisce dalla sorella Lisa. La omicidi è sempre più vicina a Gellar e arriva a interrogare la sorella di Travis. Gellar, per vendicare il tradimento di Travis e sentendosi ormai braccato, uccide Lisa inserendola nel suo perverso disegno di morte e imprigiona Travis nella chiesa abbandonata dove sevizia e uccide le proprie vittime, nel tentativo di riprodurre i capitoli dell'apocalisse. Dexter trova il nascondiglio di Gellar dove scopre l'arcano: Gellar è in realtà morto da anni ed è solo una proiezione della mente malata di Travis, creata per giustificare i propri misfatti. Intanto Travis scappa e cattura proprio Dexter. Convinto di averlo ucciso cerca di riservare medesima sorte anche al figlio Harrison, ma Dexter in realtà è vivo e ferma Travis a un passo dai suoi intenti, fino a portarlo nella chiesa abbandonata con l'intento di ucciderlo. Qui, a sua insaputa, c'è anche Debra: attraverso la psicoanalisi, la sorella ha capito di essere innamorata di Dexter e sta cercando un modo per confessargli i suoi nuovi sentimenti. Proprio quando Dexter pugnala a morte Travis, Debra assiste al tutto.

### Settima stagione
Debra è sconvolta dall'aver visto suo fratello uccidere Travis. Dexter riesce a convincere la sorella di un suo raptus, dettato dalla crescente rabbia per la morte di Rita, e insieme occultano la scena del crimine. Debra costringe quindi Dexter ad abitare insieme, in modo da poterlo tenere d'occhio, ma la convivenza tra i due non è semplice: Dexter le confessa che non può, né tanto meno riesce, a controllare il suo passeggero oscuro; inoltre l'aver assistito al rituale fa tornare in mente a Debra particolari del suo rapimento da parte di Brian, arrivando così a comprendere la reale natura di serial killer del fratello. Con Debra che cerca faticosamente di accettare la realtà dei fatti, le cose iniziano a complicarsi ulteriormente quando Dexter uccide Viktor, membro della mafia ucraina. La morte di Viktor porta a Miami il boss Isaak Sirko che, volendosi vendicare di Dexter, uccide dapprima Louis, un nuovo e bizzarro collega di Dexter che crede suo complice, e poi tenta in tutti i modi di farla pagare all'ematologo. Tuttavia le circostanze portano i due a diventare alleati in quanto Dexter viene costretto a uccidere due sicari ingaggiati per dare la caccia proprio a Isaak, ormai fuori dall'organizzazione criminale per via della sua vendetta personale. Contemporaneamente LaGuerta, insospettita da un vetrino sporco di sangue ritrovato sulla scena dell'omicidio di Travis, decide di indagare segretamente su Dexter, che viene presto ritenuto dalla donna il vero Macellaio di Bay Harbor. Queste indagini private rischiano di coinvolgere anche Debra, che comincia sistematicamente a coprire il fratello anche se il rapporto tra i due inizia a logorarsi quando questi comincia una relazione con Hannah, una pluriomicida sfuggita alla giustizia. Quando LaGuerta si avvicina sempre più alla verità e cerca di incastrare Dexter, Debra, costretta a scegliere tra il suo senso di giustizia e l'amore per il fratello, la uccide.

### Ottava stagione
Il rapporto tra Dexter e Debra appare irrimediabilmente compromesso; la sorella accusa inconsciamente il fratello, che da parte sua è preda dei sensi di colpa, della scelta di uccidere LaGuerta e in seguito a ciò lascia il distintivo per diventare cacciatrice di taglie. Intanto al dipartimento di polizia Joey Quinn comincia a frequentare Jamie, sorella di Batista, ma continua in ogni modo a coprire e aiutare Debra, insinuando il sospetto che lui provi ancora qualcosa per lei. Lo stesso Batista cerca di andare avanti dopo la morte dell'ex moglie LaGuerta; Vince Masuka scopre invece di avere una figlia con cui prova a costruire un rapporto. Nel frattempo un serial killer tiene in scacco Miami, uccidendo le sue vittime e asportandone parti del cervello. Queste vengono inviate regolarmente a Evelyn Vogel, una psichiatra che ha deciso di collaborare con la omicidi, e che pare molto interessata a Dexter: ella conosce la natura del ragazzo, poiché anni prima, all'oscuro di Dexter, aveva aiutato Harry a stendere il suo codice di sopravvivenza. Vogel, impaurita, chiede aiuto a lui per rintracciare e uccidere l'assassino seriale, e allo stesso tempo s'adopera per far riconciliare i due fratelli. Col tempo il rapporto tra Debra e Dexter si ricuce, con questo ultimo che prende inoltre sotto la sua ala il giovane e problematico Zach, a cui decide di tramandare il codice sotto la spinta di Vogel, e cerca di legare con la sua vicina Cassie.
In breve questo sottile equilibrio si spezza: a causa del ritorno in città di Hannah, Dexter abbandona la sua missione d'insegnamento a Zach e proprio quando Cassie viene assassinata sospetta che sia stato il ragazzo a ucciderla in un raptus. Nel frattempo tra Dexter e Hannah, che ha alle calcagna Debra e il suo capo Elway, riemerge il loro vecchio sentimento. Quando anche Zach viene ucciso, i sospetti di Dexter circa il Killer del Cervello si concentrano sul ragazzo che Cassie stava frequentando, Oliver Saxon: egli non è altro che Daniel, il figlio di Vogel che la madre aveva fatto internare in un istituto psichiatrico e che credeva morto da anni. Vogel decide di non collaborare con Dexter, che vorrebbe semplicemente eliminarlo, credendo che suo figlio abbia ancora la possibilità di essere salvato, come è accaduto a Dexter. La speranza è vana poiché Daniel, scoprendo che la madre aveva desistito dai suoi intenti e s'era fatta convincere da Dexter, la uccide. Hannah si nasconde intanto a casa di Debra, con cui ha una mutuale e ragionevole relazione di diffidenza, aspettando che Dexter compia la sua missione di assassinare Daniel per poi ricominciare una nuova vita con lei e Harrison. Quando Dexter cattura Daniel, per la prima volta nella sua vita si rende conto di non sentire più il bisogno di uccidere. Lo consegna quindi alla sorella, nel frattempo rientrata in polizia, e alla giustizia; ma il serial killer riesce a scappare ferendo la ragazza, che finisce per questo in stato vegetativo. Dexter, in cerca di vendetta, uccide Daniel dopo ch'era stato catturato da Batista, simulando l'autodifesa. Hannah e Harrison, per cui la donna sembra aver sviluppato un sincero affetto materno, fuggono da Miami senza Dexter che, come ultimo sacrificio, decide di staccare la spina alla sorella, simulando poi la sua stessa morte in mare. Rendendosi conto di essere un male per tutti coloro che gli sono stati vicino, Dexter decide di cambiare vita, esiliandosi lontano da tutti i suoi affetti.

## Episodi
Sono state realizzate otto stagioni di Dexter trasmesse in prima visione dal canale via cavo Showtime. In seguito allo sciopero degli sceneggiatori del 2007-2008, che costrinse i network statunitensi a cancellare momentaneamente molte delle loro serie TV, Dexter venne scelta dalla CBS, del cui gruppo fa parte il canale Showtime, per essere replicata nel suo palinsesto. Durante la terza stagione il network aveva confermato la serie per almeno altre due stagioni, fino alla quinta; produzione poi ulteriormente rinnovata fino alla sesta, visto il successo ottenuto dalla quarta stagione. L'esordio della quinta stagione, avvenuto il 26 settembre 2010, ha totalizzato il più alto risultato d'ascolto degli ultimi quindici anni di Showtime per una première. Durante la trasmissione della sesta stagione il network ha confermato la realizzazione di una settima e ottava stagione. Il 18 aprile 2013 l'emittente ha ufficializzato che l'ottava stagione di Dexter sarebbe stata l'ultima prodotta.
In Italia la serie ha debuttato in prima visione satellitare l'11 ottobre 2007 sul canale pay Fox Crime, rete dov'è stata pressoché sempre trasmessa, salvo una parentesi su FX (dalla terza alla quinta stagione); la prima TV in chiaro è avvenuta invece dal 5 ottobre 2008, in onda prima su Italia 1 (prima stagione), poi su Cielo (seconda e terza) e su Rai 4 (dalla quarta all'ottava).
| Stagione         | Episodi | Prima TV USA | Prima TV Italia |
| ---------------- | ------- | ------------ | --------------- |
| Prima stagione   | 12      | 2006         | 2007            |
| Seconda stagione | 12      | 2007         | 2008-2009       |
| Terza stagione   | 12      | 2008         | 2009            |
| Quarta stagione  | 12      | 2009         | 2010            |
| Quinta stagione  | 12      | 2010         | 2011            |
| Sesta stagione   | 12      | 2011         | 2012            |
| Settima stagione | 12      | 2012         | 2012-2013       |
| Ottava stagione  | 12      | 2013         | 2013            |

## Personaggi e interpreti
- Dexter Morgan (stagioni 1-8), interpretato da Michael C. Hall, doppiato da Loris Loddi.
- Rita Bennett (stagioni 1-4, guest 5), interpretata da Julie Benz, doppiata da Sabrina Duranti.
- Debra Morgan (stagioni 1-8), interpretata da Jennifer Carpenter, doppiata da Emanuela D'Amico.
- María LaGuerta (stagioni 1-7), interpretata da Lauren Vélez, doppiata da Emanuela Baroni.
- James Doakes (stagioni 1-2, guest 7), interpretato da Erik King, doppiato da Roberto Draghetti.
- Angel Batista (stagioni 1-8), interpretato da David Zayas, doppiato da Roberto Stocchi.
- Harry Morgan (stagioni 1-8), interpretato da James Remar, doppiato da Rodolfo Bianchi.
- Vince Masuka (stagioni 2-8, ricorrente 1), interpretato da C. S. Lee, doppiato da Francesco Meoni.
- Joey Quinn (stagioni 4-8, ricorrente 3), interpretato da Desmond Harrington, doppiato da Fabio Boccanera.
- Thomas Matthews (stagione 8, ricorrente 1-7), interpretato da Geoff Pierson, doppiato da Michele Kalamera.
- Jamie Batista (stagione 8, ricorrente 6-7), interpretata da Aimee Garcia, doppiata da Domitilla D'Amico.

## Produzione
Per poter interpretare il protagonista nella maniera migliore, Michael C. Hall ha rivelato di aver letto vari dossier dell'FBI per comprendere i disturbi della personalità e le caratteristiche degli psicopatici e di aver visionato anche alcuni interrogatori della polizia di Miami, interrogatori di persone la cui personalità non si sovrapponesse al profilo di Dexter. Sul personaggio e sul suo successo Hall ha invece trovato un legame con Hannibal Lecter, di cui ha «la sua intelligenza, il suo mettersi in connessione e allontanarsi sempre rapidamente dalla sua vita emozionale», sottolineando però che Dexter «non è un serial killer classico. Ha l'ossessione di voler uccidere chi merita di essere ucciso. Ha un codice: solo chi ha fatto del male può morire. Questo porta il pubblico normale ad affezionarsi a un personaggio simile».
Vista la natura della serie Michael C. Hall ha dichiarato che non farebbe mai vedere Dexter a suo figlio prima che quest'ultimo abbia compiuto 14 anni, mentre Jennifer Carpenter ha ammesso che «è giusto che i genitori facciano il loro mestiere e mostrino Dexter ai figli quando lo riterranno opportuno, ma anche quando si sentiranno pronti. Non voglio assumermi responsabilità».

### Dal romanzo alla televisione

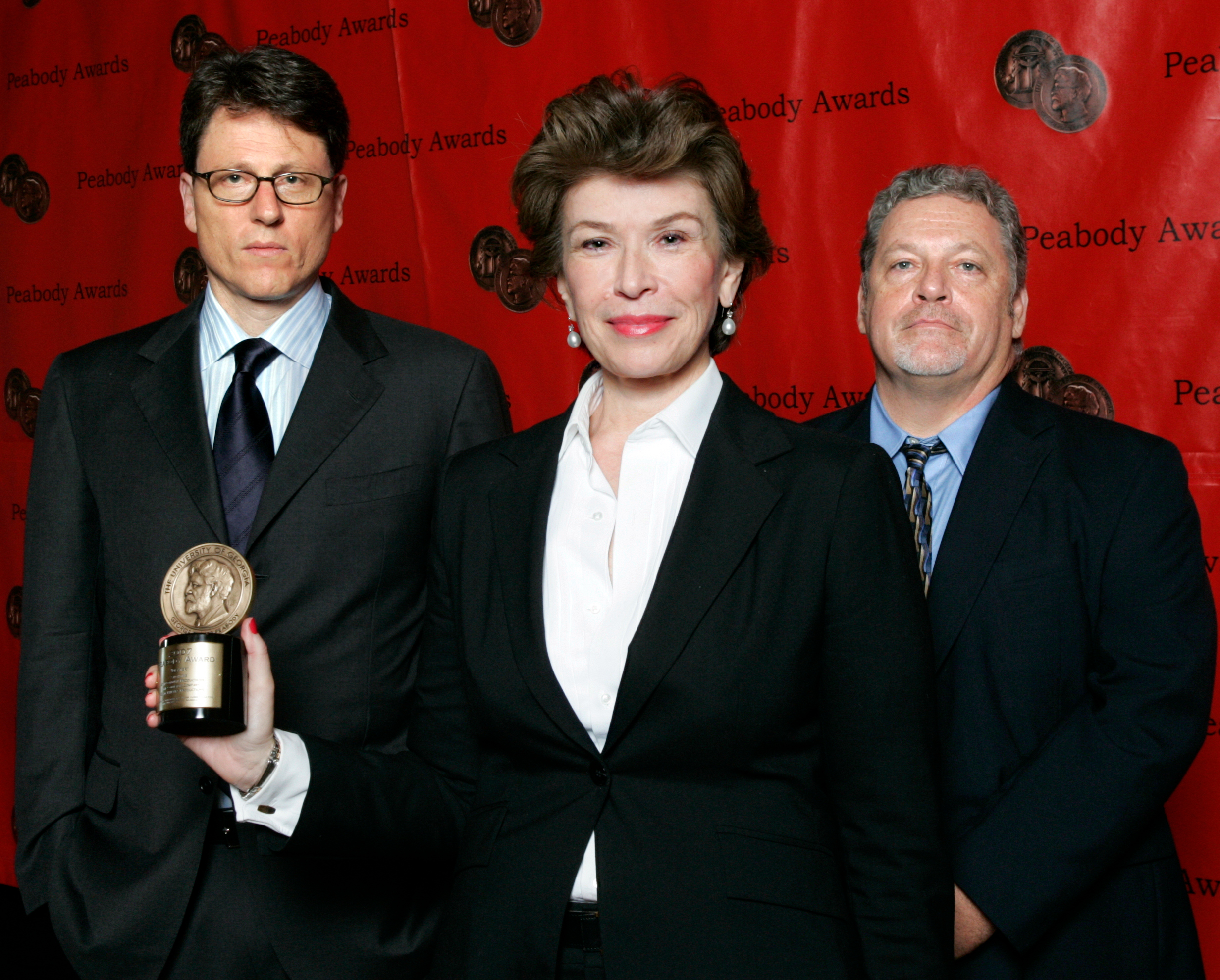
John Goldwyn e Sara Colleton, tra i principali produttori esecutivi della serie, e lo scrittore Jeff Lindsay, creatore del personaggio letterario, presenziano nel 2008 alla vittoria di Dexter al Peabody Award.

Ci sono molte differenze tra il romanzo di Jeff Lindsay e la serie televisiva, a partire dalle storie parallele dei personaggi secondari fino a modifiche più profonde apportate alla storia principale.
Il romanzo rappresenta esclusivamente il pensiero di Dexter, voce narrante, e tratta soprattutto l'ossessiva ricerca di quest'ultimo dell'Assassino del Camion Frigorifero, il serial killer che per tutta la storia (del romanzo e della prima stagione della serie TV) sfida Dexter Morgan con i suoi efferati delitti.
Ad eccezione della sorellastra Debra, che nel libro si chiama Deborah, e del padre adottivo Harry, alcuni dei personaggi non protagonisti (Doakes, Batista e LaGuerta) hanno ruoli minori all'origine. Invece nella serie TV questi sono fin dall'inizio protagonisti di storie parallele, come nel caso dell'agente Angel Batista e del suo difficile rapporto con l'ex moglie.
Il cambiamento più significativo si ha nello smascheramento e nella rivelazione dell'identità de Il Killer del Camion Frigo. Nel romanzo Dexter, e di conseguenza il lettore, è portato a credere che sia lui stesso l'assassino a causa di strani sogni che lo collegano agli omicidi. L'indizio finale è una foto sfocata di qualcuno che assomiglia molto a Dexter scattata sulla scena del crimine. Dopo che il Killer del Camion Frigo rapisce Debra, Dexter, inseguito dal tenente LaGuerta, affronta l'assassino e viene rivelata la sua identità: è suo fratello Brian che, come Dexter, era stato testimone del brutale assassinio della loro madre. Il romanzo termina con l'uccisione di LaGuerta da parte di Brian, la scoperta da parte di Debra che suo fratello è un serial killer, e con Dexter che aiuta Brian a fuggire, azione che fa riferimento al romanzo seguente. Come trofeo Dexter aggiunge poi una goccia del sangue di LaGuerta alla sua collezione di vetrini.
Invece nella serie TV Brian viene introdotto sotto il falso nome di Rudy, un medico specialista in protesi che presto diventa il fidanzato di Debra, e il suo rapporto con Dexter viene svelato solo alla fine della stagione. Quindi Dexter uccide Brian, Debra non scopre la verità sul fratello, mentre LaGuerta viene sostituita (fino all'inizio della seconda stagione) su ordine del capitano Matthews da Esme Pascal, che diventa il nuovo capo della polizia.
Sebbene dalla seconda stagione in poi le trame della serie non siano più tratte da nessuno dei libri su Dexter Morgan scritti da Jeff Lindsay, nei titoli di testa si legge ancora che la serie televisiva è basata sul romanzo La mano sinistra di Dio.

## Accoglienza

### Critica
In patria la risposta iniziale dei critici di madrelingua a Dexter è stata eccezionale, considerando il controverso tema centrale che vede un serial killer assumere i connotati di un eroe. Il sito web Metacritic ha calcolato un punteggio pari a 77/100 basandosi su 27 recensioni e un punteggio degli utenti di 9,5/10, facendo di Dexter la 3ª serie TV meglio recensita del 2006. Questo punteggio include le recensioni del Daily News, positive al 100%, del San Francisco Chronicle, del Chicago Sun-Times e del settimanale People. Brian Lowry, che aveva inizialmente scritto una recensione negativa sulla serie, ha poi riscritto un nuovo articolo positivo per Variety dopo aver visto l'intera stagione. Dexter ha inoltre un punteggio pari a 9,1/10 sul sito web TV.com, occupando la 4ª posizione nella classifica delle serie TV più votate dagli utenti.
Per quanto concerne la critica in lingua italiana, anch'essa ha riservato fin dall'inizio a Dexter delle recensioni per lo più positive. Sul web, Movieplayer.it ha assegnato alla serie un punteggio massimo di 8,1/10 da parte dello staff del sito, e di 8,5/10 da parte dei lettori. MYmovies.it ha recensito la serie con l'ottima valutazione di 4,24/5, e il critico Mattia Nicoletti ha individuato il successo della serie «nel paradossale rapporto del personaggio principale con la morte, con se stesso e con gli altri. L'equilibrio di bene e male, tipico degli eroi attuali, rappresentato da un'indole superficialmente innocua e da una malata attrazione per il sangue (in parte ricorda Patrick Bateman di American Psycho di Bret Easton Ellis, preso come pseudonimo da Dexter), fa di Dexter un uomo dei segreti, rivelati solo a chi è di fronte allo schermo».
Di contro sulla carta stampata, dopo aver lodato la prima stagione, Andrea Scanzi de La Stampa ha duramente stroncato la seconda stagione, parlando di personaggi secondari improbabili, messaggi etici discutibili e ironizzando sulla solidità di personaggi come Debra e Rita. Scanzi ha affermato che «l'ultima puntata della seconda stagione è quanto di peggio si sia mai visto negli ultimi anni». Aldo Grasso del Corriere della Sera ha invece espresso entusiasmo per Dexter, mettendone in risalto «[la] sceneggiatura di altissimo livello [...], [la] recitazione ottima [...], [la] fotografia sontuosa [e la] sigla da urlo». Tuttavia lo stesso Grasso, in seguito, ha mostrato alcune perplessità sulla serie, in particolare a proposito della quinta stagione; il critico ha infatti affermato che Dexter «nel suo complesso, alterna stagioni vicine al capolavoro con altre più fiacche, stanche, banali», e pur ammettendo che era «difficile fare meglio della quarta stagione», nella quinta «fin dalle prime battute, ci si accorge che qualcosa gira a vuoto», concludendo con il pensiero che «la serie ha una doppia anima [...] perennemente in bilico tra il capolavoro e il pilota automatico».

### Controversie
Nel 2008 Mark Twitchell, un regista canadese, ha ucciso Johnny Altinger prendendo spunto da un episodio di Dexter. Twitchell, amante dei film horror, sarebbe arrivato ad adescare Altinger in Internet fingendosi una donna e poi a commettere l'omicidio, con il solo scopo di poterlo riprendere con la telecamera e inserirlo nel film che stava girando.
Il 28 novembre 2009 nell'Indiana il diciassettenne Andrew Conley strangolò il suo fratellino Conner di 10 anni. Andrew dichiarò di essersi ispirato proprio alla serie televisiva Dexter e di essersi immedesimato nel suo protagonista Dexter Morgan: dopo averlo strangolato per 20 minuti, Conley ha seguito lo stesso modus operandi di Dexter, seppellendo il fratello in un sacco della spazzatura. A proposito di Dexter Morgan, agli inquirenti Conley ha ammesso di provare il suo stesso bisogno di uccidere e di sentirsi proprio come lui. Vista l'età, il ragazzo è stato giudicato come un adulto, ma dato che all'epoca dell'omicidio era ancora minorenne, ha evitato la pena di morte.
Nell'aprile 2011 la polizia e gli abitanti di Long Island hanno soprannominato "Dexter" un misterioso serial killer senza identità, resosi colpevole di una decina di omicidi e che sembra uccidere le sue vittime seguendo proprio quanto visto in serie TV come Dexter. Vista l'assenza di indizi, tracce e prove utili alla sua cattura, molti addetti ai lavori hanno ipotizzato essere l'assassino seriale una persona che è a conoscenza di metodi e tecniche d'indagine e anche che possa addirittura far parte o aver fatto parte in passato delle forze di polizia, proprio come il personaggio di Dexter Morgan.

## Riconoscimenti
- 2006 - Satellite Award
  - Miglior attrice non protagonista in una serie, miniserie o film per la televisione a Julie Benz
- 2007 - Peabody Award
- 2007 - Premio Emmy
  - Outstanding Main Title Design
  - Outstanding Single Camera Picture Editing for a Drama Series
- 2007 - Satellite Award
  - Miglior serie drammatica
  - Miglior attore in una serie drammatica a Michael C. Hall
  - Miglior attore non protagonista in una serie, miniserie o film per la televisione a David Zayas
  - Best DVD Release of a TV Show (Season 1)
- 2007 - Saturn Award
  - Miglior attore in una serie televisiva a Michael C. Hall
- 2007 - Young Artist Award
  - Best Performance in a TV Series (Comedy or Drama) - Recurring Young Actor a Daniel Goldman
- 2007 - TCA Awards
  - Individual Achievement in Drama a Michael C. Hall
- 2008 - Saturn Award
  - Best Syndicated/Cable Television Series
- 2009 - Satellite Award
  - Miglior attore non protagonista in una serie, miniserie o film per la televisione a John Lithgow
- 2009 - Saturn Award
  - Miglior attrice non protagonista in una serie televisiva a Jennifer Carpenter
  - Best Guest Starring Role in a Television Series a Jimmy Smits
- 2010 - Golden Globe
  - Miglior attore in una serie drammatica a Michael C. Hall
  - Miglior attore non protagonista in una serie a John Lithgow
- 2010 - Premio Emmy
  - Migliore regia per una serie TV drammatica a Steve Shill per l'episodio La storia si ripete
  - Miglior attore guest star in una serie TV drammatica a John Lithgow
- 2010 - Screen Actors Guild Award
  - Miglior attore in una serie drammatica a Michael C. Hall
- 2010 - Saturn Award
  - Miglior attrice non protagonista in una serie televisiva a Julie Benz
- 2010 - Eddie Awards
  - Best Edited One-Hour Series for Non-Commercial Television a Louis F. Cioffi per l'episodio Frammenti di memoria
- 2011 - Dorian Awards
  - Performance dell'anno di genere drammatico a Michael C. Hall

## Citazioni e riferimenti

### Citazioni di altre opere
- Dexter usa il nome fittizio di Patrick Bateman per richiedere i tranquillanti che usa per stordire le sue vittime. Patrick Bateman è il serial killer protagonista del romanzo American Psycho di Bret Easton Ellis e del film omonimo di Mary Harron. La stessa sigla di Dexter ricorda l'introduzione del film American Psycho nello stile e in alcuni dettagli, come le gocce di sangue o il coltello che taglia la carne.
- Nell'episodio La fatina dei denti della sesta stagione, mentre Dexter cerca nei suoi appunti sui vari assassini seriali, è possibile vedere una copia delle lettere di Zodiac e altri appunti su vari assassini seriali come Jeffrey Dahmer.
- Nell'episodio Nebraska della sesta stagione, Dexter si reca nell'omonimo stato e si ferma in un motel. La targhetta sul bancone all'ingresso reca il nome del proprietario, «Norm» (abbreviazione di «Norman»): la citazione si rifà al film Psyco di Alfred Hitchcock, inerente alle vicende di un serial killer, Norman Bates, che uccide i clienti del motel di cui è proprietario.

### Citazioni e parodie
- Nell'episodio de I Simpson, Treehouse of Horror XXII, il secondo mini-episodio Dial D for Diddily è una parodia di Dexter, e vede protagonista Ned Flanders nei panni del Macellaio di Bay Harbor.[34]
- Nel film Come ti spaccio la famiglia Dexter viene citato quando il protagonista, accorgendosi di essere al centro di un telo di plastica, ha paura di venire ucciso e finirci avvolto dentro.

## Opere correlate

### Sequel e prequel
Nel 2021 è stato prodotto Dexter: New Blood, una miniserie sequel che racconta la vita di Dexter Morgan a dieci anni dalla conclusione degli eventi narrati nella serie originaria. Dal 2024 viene prodotta Dexter: Original Sin, una serie prequel incentrata stavolta sull'adolescenza del protagonista. Per il 2025 è prevista l'uscita di un secondo sequel, Dexter: Resurrection.

### Webserie
Dal 25 ottobre 2009 Showtime ha messo a disposizione nel suo sito web la webserie animata Dexter: Early Cuts. Questa, formata da tre webisodi (divisi a loro volta in quattro brevi capitoli della durata di due minuti l'uno, e pubblicati con cadenza settimanale), è un prequel di Dexter, in quanto racconta la vita di tre vittime di Dexter Morgan, da lui uccise prima dell'inizio delle vicende della serie TV; per la precisione, sono le tre vittime che Dexter ricorda nell'episodio Rispedire al mittente della prima stagione. Michael C. Hall è il narratore degli episodi, ovviamente nei panni di Dexter.
Il 25 ottobre 2010 è partita una seconda stagione della webserie, contenente un episodio diviso in sei capitoli e intitolato Dark Echo. La storia narra degli attimi successivi la morte di Harry.

### Videogiochi
Un videogioco basato sulla serie TV Dexter è stato annunciato nel marzo 2008 da Marc Eckō Entertainment. Il 13 settembre 2009 è uscito Dexter: The Game, inizialmente in esclusiva per iPhone e iPod touch, e successivamente il 15 ottobre 2010 per iPad e il 15 febbraio 2011 per PC.